# 第3回国際連合総会
第3回国際連合総会（だいかいこくさいれんごうそうかい、英語：Third session of the United Nations General Assembly）は、1948年に開かれた国際連合総会の通常会期である。議長には、ハーバート・エバットが選ばれた。総会開催当時、ニューヨークにある国連本部ビルはまだ建設中であったため、パリのシャイヨ宮にて開催された。

## 議長と副議長
この一覧は未完成です。加筆、訂正して下さる協力者を求めています。

### 議長
オーストラリアのハーバート・エバットが議長に選出された。

### 副議長
以下が副議長の一覧。
安保理の常任理事国：
- 中華民国
- フランス
- ソビエト連邦
- イギリス
- アメリカ合衆国

常任理事国以外の国々：
- メキシコ
- ポーランド

## 決議
第3回国際連合総会では以下の決議案が審議された。
| 決議番号          | 採択日         | 本会議・各委員会 | 議題項目 | 投票（賛成/反対/棄権） | 可否 | テーマ |
| ----------------- | -------------- | ---------------- | -------- | ---------------------- | ---- | --- |
| A/RES/190(III)    | 1948年11月3日  | 第1委員会        | 72       | 全会一致               | 成立 | Appeal to the great Powers to renew their efforts to compose their differences and establish a lasting peace |
| A/RES/194(III)    | 1948年12月11日 | 第1委員会        | 67       | 35/15/8                | 成立 | Palestine - progress report of the United Nations Mediator                                                   |
| A/RES/217(III)    | 1948年12月10日 | 第3委員会        | 58       | 48/0/8                 | 成立 | 世界人権宣言                                                                                                 |
| A/RES/260 (III) A | 1948年12月9日  | 第6委員会        | 32       | 56/0/0                 | 成立 | ジェノサイド条約の採択                                                                                       |
| A/RES/273 (III)   | 1948年5月11日  | 特別委員会       | 20       | 37/12/9                | 成立 | イスラエルの国連加盟承認                                                                                     |

## 選挙
安全保障理事会への非常任理事国（任期：1949-1950年）にキューバ、エジプト、ノルウェーが選出された。